# Song Bo
Song Bo (* 4. April 1985) ist eine ehemalige chinesische Skilangläuferin.

## Werdegang
Song lief im Oktober 2005 in Düsseldorf ihr erstes Weltcuprennen, welches sie auf dem 40. Platz im Sprint beendete. Bei den Olympischen Winterspielen im Februar 2006 in Turin belegte sie den 57. Platz im Sprint und zusammen mit Wang Chunli, Li Hongxue und Liu Yuanyuan den 16. Rang in der Staffel. Im folgenden Monat holte sie in Changchun mit dem 25. Platz im Sprint ihre ersten Weltcuppunkte. In der Saison 2006/07 erreichte sie in Changchun mit dem 17. Platz im Sprint ihr bestes Einzelergebnis im Weltcup und mit dem 83. Platz im Gesamtweltcup ihr bestes Gesamtergebnis. Zudem wurde sie dort bei den Winter-Asienspielen 2007 Vierte im Sprint. Beim Saisonhöhepunkt, den Nordischen Skiweltmeisterschaften 2007 in Sapporo, kam sie auf den 63. Platz über 10 km Freistil, auf den 54. Rang im Sprint und auf den 42. Platz im 30-km-Massenstartrennen. In der folgenden Saison errang sie den sechsten Platz in der Gesamtwertung des Far-East-Cups. Bei den U23-Weltmeisterschaften 2008 in Mals belegte sie den 43. Platz im Sprint und bei den Nordischen Skiweltmeisterschaften 2009 in Liberec den 66. Platz über 10 km klassisch und den 49. Rang im Sprint. Ihre letzten Weltcuprennen absolvierte sie im Dezember 2010 in Düsseldorf. Dort lief sie auf den 56. Platz im Sprint und auf den 16. Rang im Teamsprint. Bei den Winter-Asienspielen 2011 in Almaty wurde sie Sechste im Sprint.

## Teilnahmen an Weltmeisterschaften und Olympischen Winterspielen

### Olympische Spiele
- 2006 Turin: 16. Platz Staffel, 57. Platz Sprint Freistil

### Nordische Skiweltmeisterschaften
- 2007 Sapporo: 42. Platz 30 km klassisch Massenstart, 54. Platz Sprint klassisch, 63. Platz 10 km Freistil
- 2009 Liberec: 49. Platz Sprint Freistil, 66. Platz 10 km klassisch